# 聖公會利默里克暨基拉盧教區
聖公會利默里克暨基拉盧教區（英語：United Diocese  of Limerick and Killaloe，全稱）是聖公會愛爾蘭教會都柏林教省下面的一個教區。
教區位於愛爾蘭西南部，包括利默里克郡、凱里郡和克萊爾郡全部，戈尔韦郡、科克郡和蒂珀雷里郡一部。教區原為六個獨立的教區，最終在1976年與埃姆利教區（原與卡舍爾教區聯合）合併至今。
教區在利默里克、基拉盧和克朗弗特都有座堂。現任教區主教為肯尼思．基倫。